# Heliophila callosa
Heliophila callosa är en korsblommig växtart som först beskrevs av Carl von Linné d.y., och fick sitt nu gällande namn av Dc. Heliophila callosa ingår i släktet solvänner, och familjen korsblommiga växter. Inga underarter finns listade i Catalogue of Life.